# 蔡宗明
蔡宗明（？—？），初名蔡宗陽，字穉含，號二酉，浙江台州府黄岩县人。明朝政治人物、進士出身。

## 生平
隆慶四年（1570年）庚午科浙江鄉試舉人，十七年（1589年）己丑科二甲六十四名進士，大理寺觀政，七月告病歸鄉。二十年授工部主事，二十二年主考廣西鄉試，本年調官礼部主事，二十三年升员外郎、仪制司郎中，因屡諫保東宫，二十四年罷職为民。光宗即位，起原官，已卒，赠尚宝司少卿，崇祀鄉賢。著有《二酉集》。

## 家族
曾祖蔡敦，教諭，封刑部郎中。祖父蔡余庆，曾任汀州知府，官至山東參政，进阶中大夫。伯父蔡绍先，字弘业，号迟斋，以贡授太平府训导，历升桂林府教授。父亲蔡绍科，字弘哲，号龟涯，歷官海州知州、宝庆府同知、云南大理知府。第三子宗明。